# Megalotocepheus tianschanicus
Megalotocepheus tianschanicus är en kvalsterart som beskrevs av Krivolutsky 1969. Megalotocepheus tianschanicus ingår i släktet Megalotocepheus och familjen Otocepheidae. Inga underarter finns listade i Catalogue of Life.